# Marie-Louise Jaquet-Langlais
Marie-Louise Jaquet-Langlais (* 1943 in Casablanca) ist eine französische Organistin und Musikpädagogin.

## Biografie
Marie-Louise Jaquet studierte zunächst Jura in Aix-en-Provence und an der Universität Straßburg sowie Orgel an den Konservatorien von Marseille und  Mülhausen. Dann wurde sie an der Pariser Schola Cantorum Schülerin des Organisten Jean Langlais. Sie erhielt 1969 ihr Diplom als Konzertorganistin und Orgelimprovisatorin und im selben Jahr den Mastergrad als Musikwissenschaftlerin am Pariser Institut de Musicology.
Ihre erste Organistenstelle bekam sie an der Silbermann-Orgel der Saint-Jean-Kapelle in Mülhausen und wurde dann Langlais’ Assistentin an der Pariser Kirche Ste-Clotilde. 1979 heiratete sie Langlais. Ab 1974 unterrichtete sie am Konservatorium von Marseille, später an der Schola Cantorum und wurde Professorin für Orgel am Pariser Konservatorium. Als Jurorin wirkte sie an internationalen Orgelwettbewerben mit.
Jaquet gilt als Expertin der „Schule von Sainte-Clotilde“ – an der Cavaillé-Coll-Orgel der Kirche waren vor ihrem Mann auch César Franck und Charles Tournemire Organisten – und nahm mehrere Alben mit Musik Langlais’ auf. Ihm widmete sie das aus ihrer Dissertationsarbeit an der Sorbonne (1992) entstandene Buch Ombre et lumière, Jean Langlais (1907–1991), das 1995 erschien und 1999 mit einem Spezialpreis des Institut français ausgezeichnet wurde. Von 2012 bis 2016 war sie dreimal distinguished master teacher in residence am Konservatorium des Oberlin College in Ohio.